# Liste der Baudenkmäler in Fahrenzhausen

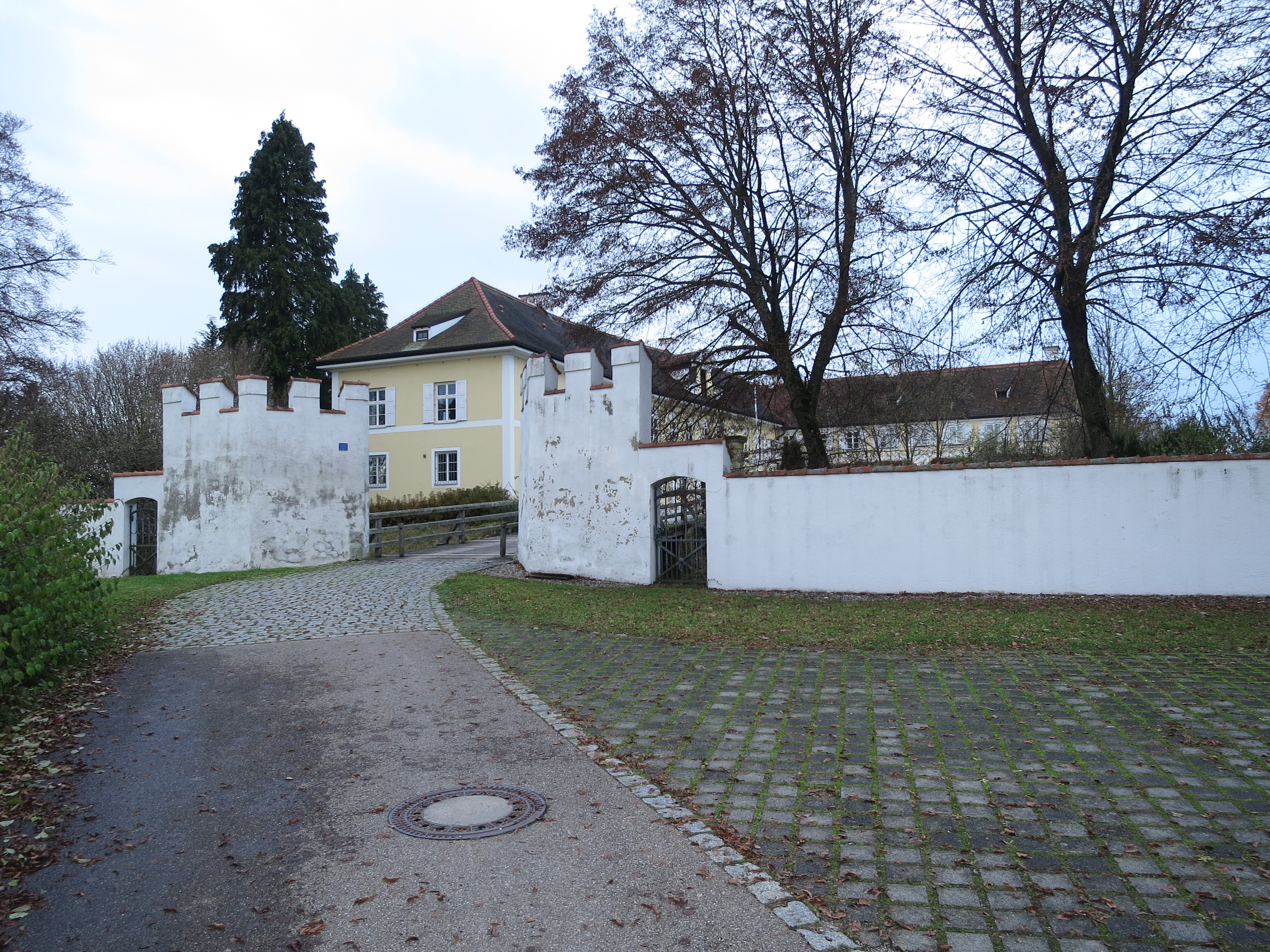
Schloss Kammerberg

Auf dieser Seite sind die Baudenkmäler in der oberbayerischen Gemeinde Fahrenzhausen zusammengestellt. Diese Tabelle ist eine Teilliste der Liste der Baudenkmäler in Bayern. Grundlage ist die Bayerische Denkmalliste, die auf Basis des Bayerischen Denkmalschutzgesetzes vom 1. Oktober 1973 erstmals erstellt wurde und seither durch das Bayerische Landesamt für Denkmalpflege geführt wird. Die folgenden Angaben ersetzen nicht die rechtsverbindliche Auskunft der Denkmalschutzbehörde.

## Baudenkmäler nach Ortsteilen

### Fahrenzhausen
| Lage                    | Objekt                            | Beschreibung | Akten-Nr.             | Bild           |
| ----------------------- | --------------------------------- | --- | --------------------- | -------------- |
| Dorfstraße 2 (Standort) | Katholische Filialkirche St. Veit | Im Kern spätgotischer Saalbau mit angefügter Sakristei, eingezogenem polygonalem Chor und Westturm, erbaut Ende 15. Jahrhundert, später barockisiert; mit Ausstattung Grenzstein des 16./17. Jahrhunderts an der Nordostecke der Kirche | D-1-78-123-1 Wikidata | weitere Bilder |
| Dorfstraße 3 (Standort) | Gasthaus                          | Zweigeschossiger stattlicher Steilgiebelbau mit Putzgliederung, 17./18. Jahrhundert Gasthausökonomie, eingeschossiger Satteldachbau mit Kniestock, um 1800                                                                              | D-1-78-123-2 Wikidata | weitere Bilder |
| Im Leger (Standort)     | Grenzschild                       | der ehemaligen Bezirksamtsgrenze Freising-Dachau, Gusseisen, um 1860/70 | D-1-78-123-3 Wikidata | Grenzschild    |

### Appercha
| Lage                           | Objekt                                 | Beschreibung | Akten-Nr.             | Bild           |
| ------------------------------ | -------------------------------------- | --- | --------------------- | -------------- |
| Johannesstraße 2 (Standort)    | Katholische Filialkirche St. Sylvester | Barocker Saalbau mit eingezogener Apsis, angefügter Sakristei und Westturm mit Zwiebelhaube, erbaut 1739; mit Ausstattung | D-1-78-123-4 Wikidata | weitere Bilder |
| Johannesstraße 29 a (Standort) | Mörtelplastik an der Fassade           | Bezeichnet mit 1891 | D-1-78-123-5 Wikidata | weitere Bilder |

### Bachenhausen
| Lage                        | Objekt                                 | Beschreibung                                                                                           | Akten-Nr.             | Bild           |
| --------------------------- | -------------------------------------- | --- | --------------------- | -------------- |
| Kreisstraße FS 3 (Standort) | Kapelle zur Schmerzhaften Muttergottes | Kleiner Saalbau mit Putzgliederung und verschindeltem Dachreiter, bezeichnet mit 1820; mit Ausstattung | D-1-78-123-6 Wikidata | weitere Bilder |

### Gesseltshausen
| Lage                       | Objekt                                     | Beschreibung | Akten-Nr.             | Bild                                       |
| -------------------------- | ------------------------------------------ | --- | --------------------- | ------------------------------------------ |
| Fichtenstraße (Standort)   | Kriegerdenkmal für 1914/18 und Mariensäule | Skulptur auf Pfeilerpostament, um 1920 | D-1-78-123-8 Wikidata | Kriegerdenkmal für 1914/18 und Mariensäule |
| Fichtenstraße 1 (Standort) | Katholische Filialkirche St. Jakobus       | Spätgotischer Saalbau mit polygonalem Chorabschluss, angefügter zweigeschossiger Sakristei und Westturm, erbaut im 15. Jahrhundert, Langhaus im Kern wohl älter, Anbauten jünger, spätere Barockisierung; mit Ausstattung | D-1-78-123-7          | weitere Bilder                             |

### Großeisenbach
| Lage                            | Objekt                              | Beschreibung | Akten-Nr.             | Bild           |
| ------------------------------- | ----------------------------------- | --- | --------------------- | -------------- |
| St.-Quirin-Straße 15 (Standort) | Katholische Filialkirche St. Quirin | Spätromanischer Saalbau mit leicht eingezogenem, gerade schließendem Chorabschluss und angefügter Sakristei, Dachreiter modern, entstanden 1. Hälfte 13. Jahrhundert, barocker Ausbau 1732; mit Ausstattung | D-1-78-123-9 Wikidata | weitere Bilder |

### Großnöbach
| Lage                     | Objekt                                 | Beschreibung | Akten-Nr.              | Bild           |
| ------------------------ | -------------------------------------- | --- | ---------------------- | -------------- |
| Römerstraße 5 (Standort) | Katholische Filialkirche St. Margareth | Spätmittelalterlicher Saalbau mit eingezogenem gerade abschließendem Chor, angefügter Sakristei und Westturm, 15. Jahrhundert, barock umgebaut; mit Ausstattung | D-1-78-123-10 Wikidata | weitere Bilder |

### Hörenzhausen
| Lage                 | Objekt                                           | Beschreibung | Akten-Nr.              | Bild           |
| -------------------- | ------------------------------------------------ | --- | ---------------------- | -------------- |
| Hangweg 4 (Standort) | Katholische Filialkirche St. Johannes der Täufer | Spätromanischer Saalbau mit eingezogenem geradem Chorabschluss, Chorflankenturm und Blendbogen, entstanden 14. Jahrhundert, Barockisierung 18. Jahrhundert; mit Ausstattung | D-1-78-123-11 Wikidata | weitere Bilder |

### Jarzt
| Lage                    | Objekt                                    | Beschreibung | Akten-Nr.              | Bild           |
| ----------------------- | ----------------------------------------- | --- | ---------------------- | -------------- |
| Kirchberg 8 (Standort)  | Katholische Pfarrkirche Mariä Himmelfahrt | Im Kern spätgotischer Saalbau mit eingezogenem polygonalem Chor und Chorflankenturm, erbaut 15. Jahrhundert, Neubau des Langhauses um 1700 und Verlängerung 1929; mit Ausstattung | D-1-78-123-12 Wikidata | weitere Bilder |
| Kirchberg 15 (Standort) | Pfarrhaus                                 | Stattlicher zweigeschossiger Barockbau mit Walmdach, 1798–1805 Einfahrt mit barocken Torpfeilern                                                                                  | D-1-78-123-13 Wikidata | Pfarrhaus      |

### Kammerberg
| Lage                         | Objekt                                              | Beschreibung | Akten-Nr.              | Bild           |
| ---------------------------- | --------------------------------------------------- | --- | ---------------------- | -------------- |
| Kirchstraße (Standort)       | Kriegerdenkmal für 1914/18 und Mariensäule          | Um 1920 | D-1-78-123-20 Wikidata | weitere Bilder |
| Kirchstraße 19 (Standort)    | Zwerchhaus                                          | Mit neugotischem Maßwerk, geschnitzt, 2. Hälfte 19. Jahrhundert | D-1-78-123-17 Wikidata | Zwerchhaus     |
| Kirchstraße 25 (Standort)    | Katholische Filialkirche St. Johannes der Täufer    | Saalkirche mit Chorturm, eingezogenem gerade abschließendem Chor und angefügter zweigeschossiger Sakristei, im Kern 1610, durch Umbau und Erweiterung durch B. Gräßl um 1880/90 weitestgehend verändert | D-1-78-123-18          | weitere Bilder |
| Münchner Straße 3 (Standort) | Gasthaus                                            | Stattlicher zweigeschossiger Bau mit Krüppelwalmdach, wohl 16./17. Jahrhundert, Putzgliederung um 1900 | D-1-78-123-19 Wikidata | weitere Bilder |
| Schloßanger 1 (Standort)     | Wohnteil des ehemaligen Mesnergütls von Willersdorf | Erdgeschossiger Blockbau mit Greddach und Bodenkammer, Ende 18./Anfang 19. Jahrhundert; aus Willersdorf, Gemeinde Gammelsdorf transferiert und 2003-06 in nachgebildeten Wohnhaus-Neubau übernommen, mit maßstabsgetreu erneuerten Mauerwerksteilen | D-1-78-123-30 Wikidata | weitere Bilder |
| Schloßweg 10 (Standort)      | Wasserschloss Kammerberg                            | Von der ursprünglichen geschlossenen Vierflügelanlage haben sich erhalten: Südflügel im Kern von 1603, nach 1828 klassizistisch umgestaltet mit Rundbogenfenstern und Säulenportikus, westlicher Teil 1972 neu erbaut in der Art des Vorgängerbaus Und Westflügel, Walmdachbau mit Putzbandgliederungen, 1790 neu erbaut Schlossgraben, wohl spätmittelalterlich, an drei Seiten erhalten | D-1-78-123-16 Wikidata | weitere Bilder |

### Lauterbach
| Lage                     | Objekt                               | Beschreibung | Akten-Nr.     | Bild           |
| ------------------------ | ------------------------------------ | --- | ------------- | -------------- |
| Stephansweg 8 (Standort) | Katholische Filialkirche St. Stephan | Kleiner spätgotischer Saalbau mit polygonalem Chorschluss, angefügter Sakristei und Dachreiter, vor 1470; mit Ausstattung | D-1-78-123-22 | weitere Bilder |

### Unterbruck
| Lage                   | Objekt                            | Beschreibung | Akten-Nr.     | Bild           |
| ---------------------- | --------------------------------- | --- | ------------- | -------------- |
| Ampertal 14 (Standort) | Katholische Filialkirche St. Anna | Neugotischer unverputzter Backsteinbau mit polygonalem Chorschluss und vorgestelltem Nordturm, von Franz Xaver Beyschlag, bezeichnet mit 1859; mit Ausstattung | D-1-78-123-23 | weitere Bilder |

### Viehbach
| Lage                               | Objekt                                  | Beschreibung | Akten-Nr.              | Bild           |
| ---------------------------------- | --------------------------------------- | --- | ---------------------- | -------------- |
| St.-Laurentius-Straße 9 (Standort) | Katholische Filialkirche St. Laurentius | Kleiner Saalbau mit leicht eingezogenem polygonalem Chorabschluss, Chorflankenturm und angefügter Sakristei, romanisches Langhaus, 12. Jahrhundert, Chor 15. Jahrhundert, um 1890 erweitert; mit Ausstattung | D-1-78-123-24 Wikidata | weitere Bilder |

### Weng
| Lage                    | Objekt                             | Beschreibung | Akten-Nr.              | Bild           |
| ----------------------- | ---------------------------------- | --- | ---------------------- | -------------- |
| Georgshöhe 8 (Standort) | Katholische Filialkirche St. Georg | Spätgotischer Saalbau mit leicht eingezogenem polygonal abschließendem Chor, Westturm und angefügter Sakristei, erbaut um 1468, Langhaus 1728 barockisiert; mit Ausstattung | D-1-78-123-25 Wikidata | weitere Bilder |

## Ehemalige Baudenkmäler
In diesem Abschnitt sind Objekte aufgeführt, die früher einmal in der Denkmalliste eingetragen waren, jetzt aber nicht mehr. Objekte, die in anderem Zusammenhang – also z. B. als Teil eines Baudenkmals – weiter eingetragen sind, sollen hier nicht aufgeführt werden. Aktennummern in diesem Abschnitt sind ehemalige, jetzt nicht mehr gültige Aktennummern.

| Lage                                   | Objekt                              | Beschreibung | Akten-Nr.                | Bild                                |
| -------------------------------------- | ----------------------------------- | --- | ------------------------ | ----------------------------------- |
| Jarzt Schloßstraße 2 (Standort)        | Ehemaliges Schloss, jetzt Bauernhof | Vierseitig geschlossene große Anlage; Wohnbau mit Satteldach, untere Teile und Kelleranlagen 17./18. Jahrhundert  | D-1-78-123-14 ? Wikidata | Ehemaliges Schloss, jetzt Bauernhof |
| Jarzt Schloßstraße 2 (Standort)        | Ökonomiegebäude                     | Zugehörig großes Ökonomiegebäude mit dreischiffigem Stallgewölbe und Halbwalmdach, wohl 1. Hälfte 19. Jahrhundert | D-1-78-123-14 Wikidata   | weitere Bilder                      |
| Kammerberg Münchner Straße ()          | Bildstock                           | 1928 | D-1-78-123-21 ? Wikidata |                                     |
| Kammerberg Schloßweg 2, 2 a (Standort) | Kleines Wohnhaus                    | Erdgeschossig mit Flachsatteldach, 19. Jahrhundert und 1922                                                       | D-1-78-123-15 Wikidata   | weitere Bilder                      |